# كارل ماثيوز أرندت
كارل ماثيوز أرندت (بالإنجليزية: Karl Matthews Arndt)‏ هو اقتصادي أمريكي، ولد في 1901، وتوفي في 1956.